# Mel Shapiro
Mel Shapiro (New York, 16 dicembre 1935 – Los Angeles, 23 dicembre 2024) è stato un regista teatrale, paroliere e librettista statunitense.

## Biografia
Dopo gli studi alla Carnegie Mellon University, Mel Shapiro iniziò la carriera di regista teatrale a Pittsburgh e poi a Washington. Negli anni successivi lavorò a Minneapolis e Los Angeles, dove diresse la prima americana dell'opera di Dario Fo Morte accidentale di un anarchico.
Insieme a John Guare scrisse il libretto del musical di Broadway Two Gentlemen of Verona, che gli vakse il Tony Award al miglior libretto di un musical; Shapiro fu anche regista dello show e per il suo lavoro ottenne una candidatura al Tony Award alla miglior regia di un musical nel 1972. Vinse inoltre tre Drama Desk Award. 
In campo accademico, fu tra i fondatori della scuola di recitazione dell'Università di New York e poi il direttore del dipartimento di teatro presso la sua alma mater, la Carnegie Mellon University.